# Alice Barnes
Alice Barnes (ur. 17 lipca 1995 w Towcester) – brytyjska kolarka szosowa, górska i przełajowa, złota medalistka mistrzostw świata.

## Kariera
Pierwszy sukces w karierze osiągnęła w 2013 roku, kiedy zdobyła złoty medal w kategorii juniorek na mistrzostwach Wielkiej Brytanii w kolarstwie górskim. Dwa lata później została wicemistrzynią kraju w kolarstwie górskim oraz w szosowym wyścigu ze startu wspólnego. W 2016 roku zajęła dziewiąte miejsce w kategorii U-23 na mistrzostwach świata w kolarstwie przełajowym w Heusden-Zolder, a rok później zdobyła brązowy medal w wyścigu ze startu wspólnego U-23 podczas szosowych mistrzostw Europy w Herning. 
Na szosowych mistrzostwach świata w Innsbrucku w 2018 roku razem z zespołem Canyon–SRAM wywalczyła złoty medal w drużynowej jeździe na czas. W 2019 roku została mistrzynią kraju w wyścigu ze startu wspólnego i indywidualnej jeździe na czas. Ponadto w latach 2016-17 wygrywała wyścig Lincoln Grand Prix. 
Jej siostra, Hannah Barnes także została kolarką.